# Sebastian von Schrenck

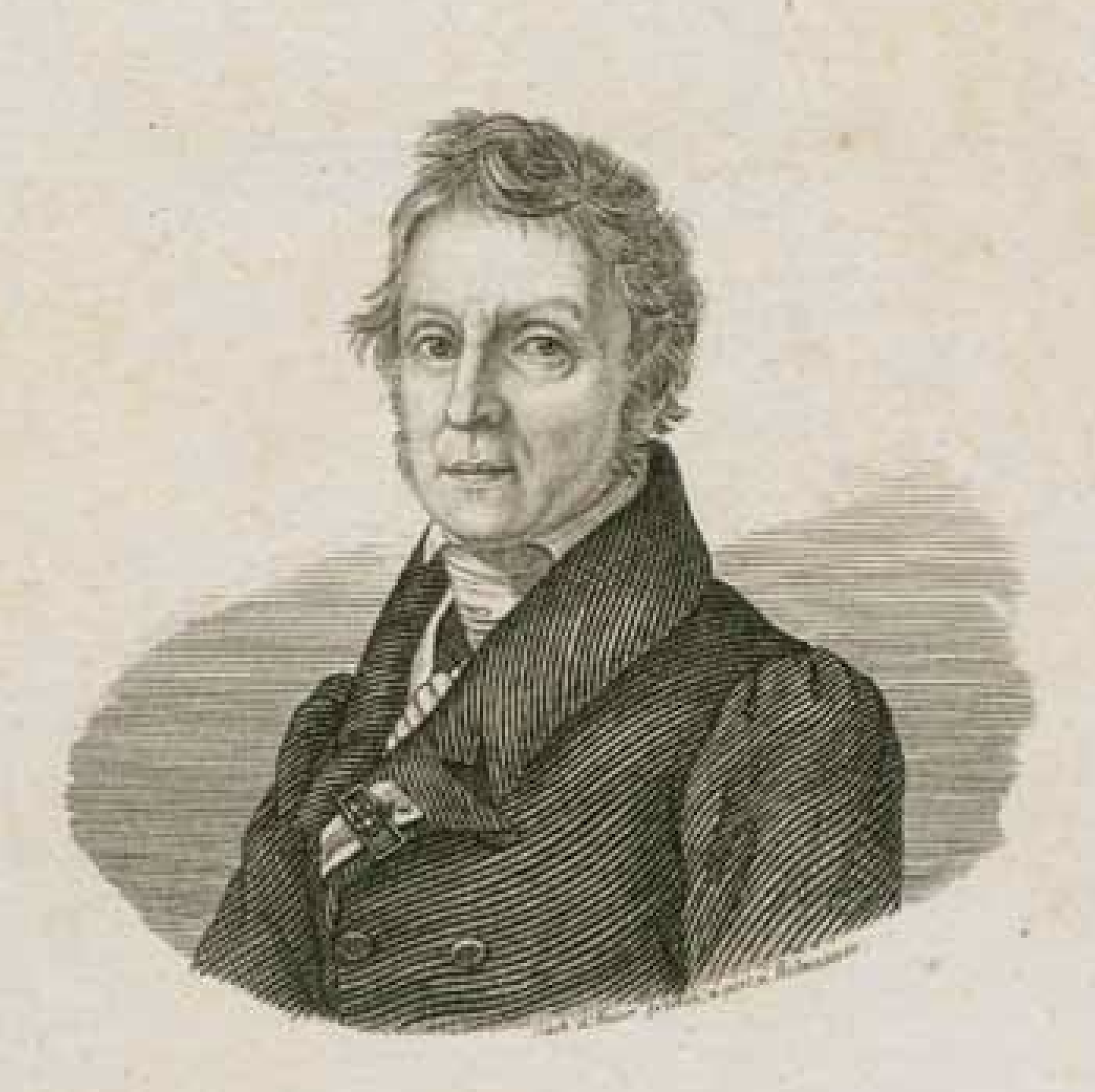
Sebastian von Schrenck

Sebastian Wenzel Freiherr von Schrenck-Notzing (* 28. September 1774 in Hillstett/Oberpfalz; † 16. Mai 1848 in München) war ein bayerischer katholischer Oberappellationsgerichtsrat, Appellationsgerichtspräsident, Justizminister und Präsident der Bayerischen Kammer der Abgeordneten und der Kammer der Reichsräte.

## Biographie
Schrenck war mit Leopoldine Freiin von Asch (1778–1840) verheiratet und hatte vier Kinder mit ihr:
- Freiin Violanda (* 1799), vermählte Freifrau von Asch.
- Anton (* 1800), als männlicher Erstgeborener Haupt der Linie, Herr der Herrschaft Gutmanning, Birnbrunn, Hüllstett und Thann, königl. bayer. pens. Appellationsgerichtsrat, verheiratet in erster Ehe 1833 mit Johanna Freiin von Asch (1809–1842), mit der er eine Tochter und drei Söhne hatte: Leopold (* 1835), Eduard (* 1838), beide königlich bayer. Leutnante und Carl (1840–1863).
- Freiin Johanna (* 1801) heiratete am 27. November 1832 Freiherr Heinrich Heinrich Arnold von der Becke[1]
- Carl (1806–1884), Herr zu Wetterfeld, königl. bayer. Kämmerer, Staatsrat und Außenminister und ehemaliger Bundestagsgesandter, war verheiratet 1845 mit Augusta Freiin von Frankenstein (* 1818).[2]

Beruflich war er zunächst Oberappellationsgerichtsrat, dann Ministerialrat, anschließend Appellationsgerichtspräsident in Amberg und schließlich von 1832 bis 1846 bayerischer Justizminister. Im Jahr 1840 wurde er zum Reichsrat der Krone Bayerns ernannt und konnte deswegen nicht mehr zur zweiten Kammer kandidieren.
Nach 1806 erwarb Sebastian Wenzel Freiherr von Schrenck-Notzing, der auch das benachbarte Hillstett besaß, das Gut Thann. Er ließ dasselbe durch Verwalter bewirtschaften.
Sebastian Schrenk starb 1848 im Alter von 73 Jahren in München.

## Grabstätte

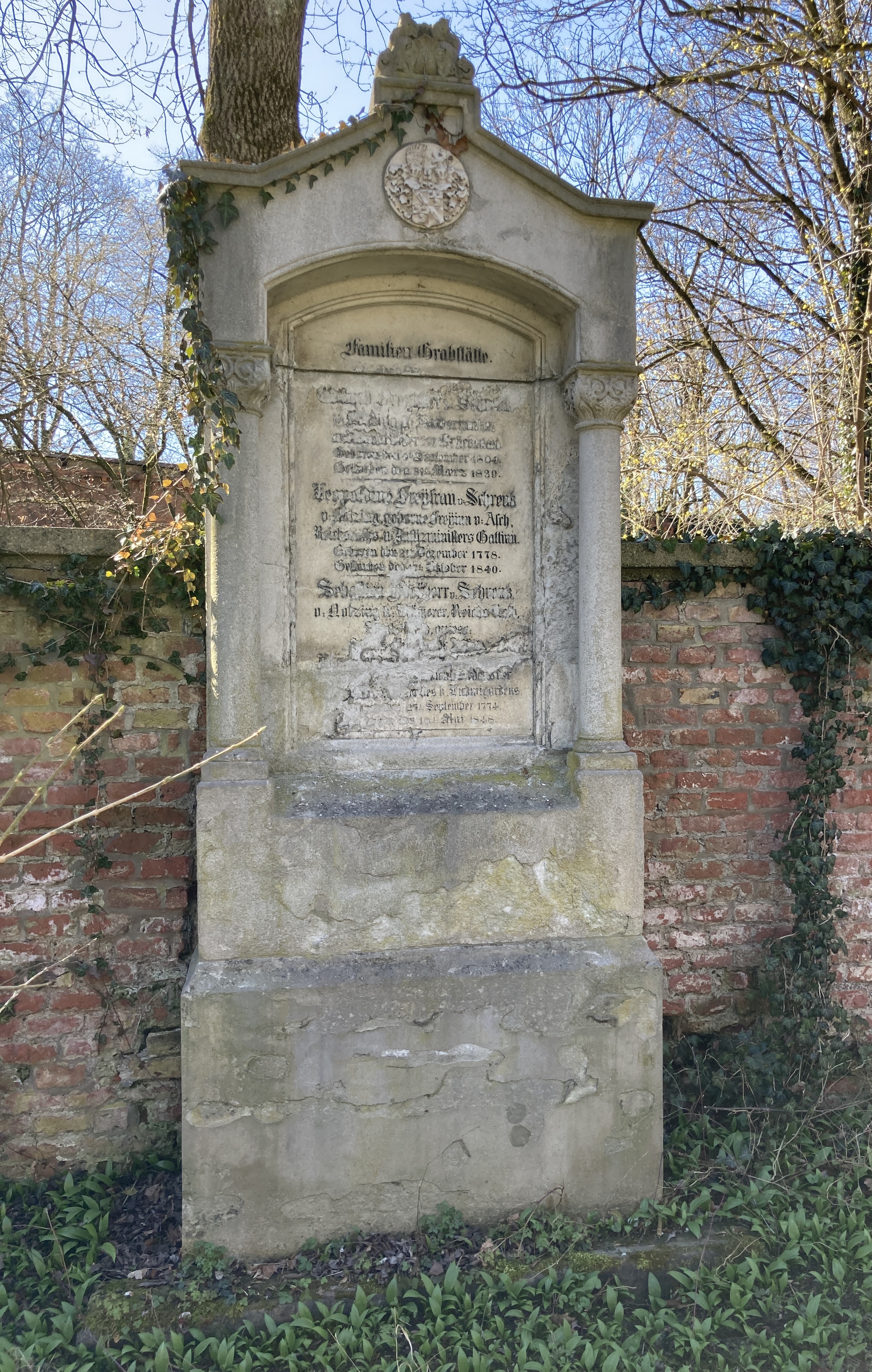
Grab von Sebastian Schrenk auf dem Alten Südlichen Friedhof in München

Die Grabstätte von Sebastian Schrenck befindet sich auf dem Alten Südlichen Friedhof in München (Alte Arkaden Platz 33 bei Gräberfeld 23) Standort. In dem Grab sind zudem bestattet:
- Ehefrau Leopoldine Freifrau v. Schrenck v. Notzing, geborene Freiin v. Asch (* 21. Dezember 1778, † 17. Oktober 1840)
- Eduard Freiherr v. Schrenck v. Notzing, kgl. Kammerjunker, Landrichter zu Brückenau (* 4. September 1804; † 31. März 1839)

## Politische Aktivitäten
Von Schrenck gehörte der Kammer der Abgeordneten in den Legislaturperioden 1819, 1822, 1825, 1827/28, 1831, 1834 und 1837 an und stand ihr von 1819 bis 1837 ununterbrochen als Präsident vor.

## Wahlergebnisse
Schrenck war mit acht Mandaten Spitzenreiter bei den Wahlergebnissen in der Klasse I (= Adelige Grundbesitzer mit gutsherrlicher Gerichtsbarkeit), die er in fünf Abstimmungen zwischen 1818 und 1839 in drei Regierungsbezirken erzielte. Er wurde bei der Abstimmung 1818 im Isar- und im Unterdonaukreis sowie 1824 nur im Unterdonaukreis als Deputierter und zusätzlich im Regenkreis als erster Ersatzmann gewählt. Für diese beiden Wahlperioden vertrat er in der Ständeversammlung den Unterdonaukreis. In den Jahren 1830 und 1835 konnte er das Abgeordnetenmandat im Unterdonau- und Regenkreis erringen. 1839 gelang ihm dies nur noch in der Oberpfalz. Mit deutlichen Abstand zu den Zweitplatzierten errang er hier jeweils das Mandat in den Jahren 1830, 1836 und 1839. Nach seiner Ernennung zum Reichsrat auf Lebenszeit im Jahr 1840 übernahm er auch in dieser Kammer das Amt des Präsidenten. Die Präsidentschaft musste er allerdings bereits nach einer Sitzungsperiode wieder abgeben.